# 漆畑貴久
漆畑 貴久（うるしばた たかひさ）は、日本の法学者。大阪経済法科大学准教授。日本比較法研究所嘱託研究所員。中央大学通信教育部インストラクター。専門は犯罪学・刑事政策・被害者学・比較法学。

## 人物
中央大学大学院で、日本で初めて犯罪学の博士号を取得した藤本哲也に師事する。藤本の下では主に犯罪学の研究を行うが、犯罪学という学問がアメリカで発展したものであり、日本での定着が薄かったことから、日本とアメリカを専門に比較法学の研究も行う。

### 学歴
- 中央大学 法学部法律学科 卒業
- 中央大学 大学院法学研究科 刑事法専攻修士課程 修了
- 中央大学 大学院法学研究科 刑事法専攻博士課程 満期退学

## 職歴

### 教育機関
現在
- 中央大学
  - 通信教育部 インストラクター[2]

- 大阪経済法科大学
  - 法学部 准教授（2009年4月～2016年3月）[1]
  - 法学部 非常勤講師（2016年4月～）

- 中京大学
  - 法学部 准教授（2016年4月～）
  - 法科大学院 兼任教授（2016年4月～）[3]

過去
- 嘉悦大学
  - 経営経済学部 非常勤講師（2006年4月～2009年3月）[4]

### 研究機関
- 日本比較法研究所
  - 嘱託研究所員[2]

## 犯罪学の研究テーマ

### ラベリング理論
- ラベリング理論
- 少年法
- 少年非行の原因と対策

### 刑事政策
- 被害者なき犯罪
- 犯罪者処遇論と更生保護
- 刑務所施設内の処遇
- 刑務作業
- 環境犯罪学

## 比較法学の研究テーマ
- 日本の刑事法
- アメリカ犯罪学
- イギリス犯罪学

## 主な著書

### 書籍
- 『諸外国の修復的司法』中央大学出版部（2004年）共著
- 『エッセンシャル実定法学』芦書房（2009年）共著
- 『法学刑法 1～4』信山社（2010年）共著
- 『アメリカ合衆国における組織犯罪百科事典』中央大学出版部（2010年）共著・翻訳担当

### 論文
- 『ホーズ・クーパ法』（2000年） 『比較法雑誌』33巻4号収録。
- 『アシャースト・サムナズ法』（2000年） 『比較法雑誌』34巻2号収録。
- 『賃貸制』（2001年） 『比較法雑誌』34巻3号収録。
- 『鎖につながれた囚人たち』（2001年） 『比較法雑誌』35巻3号収録。
- 『カリフォルニア州刑務作業局における刑務作業運営の現状と課題 (前)』（2003年） 『刑政』114巻1号収録。共著。
- 『カリフォルニア州刑務作業局における刑務作業運営の現状と課題 (後)』（2003年） 『刑政』114巻2号収録。共著。
- 『1979年司法制度改革法における刑務作業実施プログラム』（2003年） 『比較法雑誌』37巻2号収録。
- 『アメリカ合衆国における刑務作業としての合弁事業』（2004年） 『比較法雑誌』37巻4号収録。
- 『イングランドおよびウェールズにおける最終警告計画』（2004年） 『比較法雑誌』38巻3号収録。
- 『アメリカ合衆国における刑務作業制限立法の歴史的意義』（2005年） 『比較法雑誌』38巻4号収録。
- 『イングランド・ウェールズにおける被害者実務規則』（2005年） 『比較法雑誌』39巻3号収録。
- 『フロリダ州における官営刑務所と民営刑務所との比較研究 - 刑務所への収容中、及び刑務所からの釈放後の行動を指標として』（2005年） 『JCCD: 犯罪と非行に関する全国協議会機関誌』98号収録。
- 『受刑者に対する改善更生及び社会復帰処遇の在り方』（2005年） 『刑政』116巻11号収録。
- 『イングランド・ウェールズにおけるパロールの現状と問題』（2006年） 『JCCD: シンポジウム「仮釈放の諸問題」特集号』99号収録。
- 『「カーター報告」の概要』（2007年） 『比較法雑誌』40巻4号収録。
- 『イングランド及びウェールズにおけるパロールの新たな動向 - 終身刑受刑者に対するパロールを中心として』（2007年） 『法政論叢』43巻2号収録。
- 『イングランド・ウェールズにおける犯罪者管理庁とカーター報告書』（2007年） 『JCCD: 犯罪と非行に関する全国協議会機関誌』100号収録。
- 『イングランド及びウェールズにおけるパロールの新たな動向: 終身刑受刑者に対するパロールを中心として』（2007年） 『法政論叢』43巻2号収録。
- 『会社からの融資による新株の払込みが無効であるとして商業登記簿への電磁的公正証書原本不実記録罪の成立が認められた事例 - いわゆる東京相和銀行不正増資事件』（2007年） 『月刊 税務事例』39巻6号収録。
- 『英国2000年捜査権限規制法』（2008年） 『比較法雑誌』41巻4号収録。
- 『交通犯罪対策としての二〇〇七年刑法及び道交法改正』（2008年） 『JCCD: 犯罪と非行に関する全国協議会機関誌』102号収録。
- 『危険運転致死傷罪規定の概要と検討』（2008年） 『JCCD: 犯罪と非行に関する全国協議会機関誌』103号収録。
- 『幇助犯の成立範囲について判断を示した事例 - いわゆるウィニー著作権法違反事件』（2008年） 『月刊 税務事例』40巻5号収録。
- 『交通犯罪と刑法等改正の動向』（2008年） 『嘉悦大学 研究論集』51巻1号収録。
- 『幇助行為の主観的側面の諸要素と幇助犯の成否: 最近の裁判例に関する検討を中心に』（2008年） 『嘉悦大学 研究論集』51巻2号収録。
- 『カリフォルニア州における刑務作業運営の現状と課題 - カリフォルニア州刑務作業局二〇〇七-二〇〇八会計年度事業計画を中心として』（2009年） 『JCCD: 犯罪と非行に関する全国協議会機関誌』104号収録。
- 『平成20年金融商品取引法改正における課徴金制度の見直しの意義と問題点』（2009年） 『嘉悦大学 研究論集』52巻1号収録。
- 『カリフォルニア州刑務作業局2007-2008会計年度活動計画の概要』（2009年） 『比較法雑誌』42巻4号収録。
- 『刑務作業再編局の展開』（2010年） 『比較法雑誌』44巻1号収録。
- 『連邦の矯正運営における刑務作業の意義に関する評価研究』（2010年） 『比較法雑誌』44巻3号収録。
- 『刑務作業再編局の展開とその意義』（2011年） 『法学新報』118巻1・2号収録。
- 『刑務作業再編局の廃止の歴史的意義』（2011年） 『法学新報 (藤本哲也先生古稀記念論文集)』117巻7号収録。
- 『アメリカ合衆国における刑務作業運営の歴史的推移と刑務作業実施認可プログラムが被収容者の再犯と釈放後の雇用に及ぼす影響に関する評価研究』（2012年） 『大阪経済法科大学 法学論集』71号収録。